# Liste de jeux Xbox Live Arcade
Liste de jeux Xbox Live Arcade, pour les consoles Xbox et Xbox 360, par ordre alphabétique.
- Haut – A
- B
- C
- D
- E
- F
- G
- H
- I
- J
- K
- L
- M
- N
- O
- P
- Q
- R
- S
- T
- U
- V
- W
- X
- Y
- Z

## 0-9
- 'Splosion Man
- 0-Day Attack on Earth
- 0-D Beat Drop
- 1942: Joint Strike
- 2Dark
- 3 on 3 NHL Arcade
- 3D Ultra Minigolf Adventures
- 3D Ultra Minigolf Adventures 2

## A
- A Kingdom for Keflings
- A World of Keflings
- A.R.E.S.:Extinction Agenda EX
- Abyss Odyssey
- Aces of the Galaxy
- The Adventures of Shuggy
- Aegis Wing
- After Burner Climax
- Age of Booty
- Airburst
- AirMech Arena
- Alan Wake's American Nightmare
- Alhambra
- Alien Breed 1: Evolution
- Alien Breed 2: Assault
- Alien Breed 3: Descent
- Alien Hominid HD
- Alien Rage
- Alien Spidy
- All Zombie Must Die!
- Altered Beast
- AMY
- Anna: Extended Edition
- Anomaly: Warzone Earth
- Apples to Apples
- Aqua
- Are You Smarter Than a 5th Grader?: Make the Grade
- Arkadian Warriors
- Arkanoid & Arkanoid Live!
- Ascend: Hand of Kul
- Assassin's Creed III: Liberation
- Assault Heroes
- Assault Heroes 2
- Asteroids/Asteroids Deluxe
- AstroPop
- Awesomenauts
- Axel and Pixel
- Axiom: Overdrive

## B
- Babel Rising
- Backbreaker: Vengeance
- Band of Bugs
- Bang Bang Racing
- Bangai-O
- Banjo-Kazooie
- Banjo-Tooie
- Bankshot Billiards 2
- Basement Pool
- Bastion
- Batman: Arkham Origins Blackgate
- Battle Academy
- Battle: Los Angeles
- BattleBlock Theater
- Battlefield 1943
- Battlestar Galactica
- Battlezone
- Beat'n Groovy
- Bejeweled 2
- Bejeweled 3
- Bejeweled Blitz
- Bellator: MMA Onslaught
- Ben 10 Alien Force: The Rise of Hex
- Beyond Good and Evil
- Bionic Commando Rearmed
- Bionic Commando Rearmed 2
- Bit.Trip Presents Runner 2: Future Legend of Rhythm Alien
- Black Knight Sword
- Blacklight: Tango Down
- Blade Kitten
- Bliss Island
- Blobbies Wars
- Blood Knights
- Bloodforge
- BloodRayne: Betrayal
- Bloody Good Time
- Bomberman Live
- Bomberman Live: Battlefest
- Bonk: Brink of Extinction
- Boogie Bunnies
- Boom Boom Rocket
- Boulder Dash XL
- Braid
- Brain Challenge
- Breach
- The Bridge
- Brothers: A Tale of Two Sons
- Bubble Bobble Neo!
- Buku Sudoku
- Burgertime World Tour
- Burnout Crash!
- Butterfly Garden

## C
- Call of Juarez: Gunslinger
- Capsized
- Carcassonne
- Castle Crashers
- Castle of Illusion Starring Mickey Mouse
- Castleminer
- Castleminer z
- CastleStorm
- Castlevania: Harmony of Despair
- Castlevania: Symphony of the Night
- Castlevania: Lords of Shadow - Mirror of Fate HD
- Catan
- The Cave
- CellFactor: Psychokinetic Wars
- Centipede
- Charlie Murder
- Chessmaster
- Child of Light
- Chime
- Chivalry: Medieval Warfare
- Choplifter HD
- Cloning Clyde
- Cloudberry Kingdom
- Coffeetime Crosswords
- Comic Jumper: The Adventures of Captain Smiley
- Comix Zone
- Command and Conquer: Red Alert 3 – Uprising
- Commanders: Attack of the Genos
- Contra
- Contrast
- Cosmic Osmo's: Hex Isle
- Costume Quest
- Costume Quest 2
- Counter-Strike: Global Offensive
- Crazy Taxi
- Crazy Mouse
- Crack Down
- Crazy Mouse
- Crimson Alliance
- Crysis
- Crystal Defenders
- Crystal Quest
- Cyber Troopers Virtual-On Oratorio Tangram
- Cyberball
- Cyberball 2072

## D
- Darwinia+
- Dash of Destruction
- Daytona USA
- Dead Block
- Dead Space Ignition
- Deadliest Warrior: The Game
- Deadlight
- Death Tank
- DeathSpank
- Defender
- Dig Dug
- Diner Dash
- Discs of Tron
- The Dishwasher: Dead Samurai
- The Dishwasher: Vampire Smile
- Domino Master
- Doom
- Doom 2
- Double D Dodgeball
- Double Dragon
- Dream Chronicles
- Droplitz
- Duke Nukem 3D
- Duke Nukem: Manhattan Project

## E
- Earthworm Jim
- Ecco the Dolphin
- Eets : chowdown
- Elements of Destruction
- Ender's Game: Battle Room
- ESWAT: City Under Siege
- Eternity's Child
- Every Extend Extra Extreme
- Exit
- Exit 2

## F
- Fable II Pub Games
- Fatal Fury Special
- Fatal Fury: King of Fighters
- Feeding Frenzy
- Feeding Frenzy 2: Shipwreck Showdown
- Fez
- Final Doom
- Flock!
- Fortune's Tower
- Frogger
- Frogger 2
- Fruit Ninja Kinect
- FunTown Mahjong

## G
- Galaga
- Galaga Legions
- Garou: Mark of the Wolves
- Gas: Fuel for Fun
- Gauntlet
- Geometry Wars: Retro Evolved
- Geometry Wars Evolved 2
- Geon: Emotions
- Gin Rummy
- Go! Go! Break Steady
- Golden Axe
- Golf: Tee It Up!
- Grand Theft Auto V
- Greed Corp
- Gridrunner++
- GripShift
- Gyromancer
- Gunstar Heroes
- Guwange
- Gyruss

## H
- Happy Tree Friends: False Alarm
- Hard Corps: Uprising
- Hardwood Backgammon
- Hardwood Hearts
- Hardwood Spades
- Haunted House
- Heavy Weapon
- Hexic HD
- Hexic 2 HD
- Hoopworld
- Hospital Hustle
- Hydro Thunder Hurricane
- Hydrophobia

## I
- Ikaruga
- The Incredible Machine
- I Made a Game with Zombies in It!
- Interpol: The Trail of Dr. Chaos
- Invincible Tiger: The Legend of Han Tao
- Ion Assault
- Islands of Wakfu

## J
- Jelly Car
- Jetpac Refuelled
- Jewel Quest
- Joe Danger
- Joust
- Joy Ride Turbo

## K
- Kart Attack
- Keystone
- The King of Fighters '98
- The King of Fighters 2002
- A Kingdom for Keflings
- Konami Classics

## L
- Lara Croft and the Guardian of Light
- Lazy Raiders
- Lead and Gold: Gangs of the Wild West
- Limbo
- Lode Runner & Lode Runner (2009)
- Lost Cities
- Lucidity
- Lumines
- Luxor 2

## M
- Mad Tracks
- Madballs in Babo: Invasion
- Magic: The Gathering – Duels of the Planeswalkers
- Marathon 2: Durandal
- Marble Blast Ultra
- Marvel vs. Capcom 2: New Age of Heroes
- Matt Hazard: Blood Bath and Beyond
- The Maw
- Mega Man 9
- Mega Man 10
- Mega Man Universe
- Metal Slug 3
- Metal Slug 7
- Meteos
- Meteos Wars
- Might and Magic: Clash of Heroes
- Military Madness: Nectaris
- Millipede (arcade)
- Minecraft
- The Misadventures of P.B. Winterbottom
- Missile Command
- MLB Stickball
- Monday Night Combat
- Monkey Island 2: LeChuck's Revenge
- Mr. Driller Online
- Ms. Pac-Man
- Multiwinia
- Mutant Storm Empire
- Mutant Storm Reloaded

## N
- N+
- NecroVisioN
- Nexuiz
- Ninja Gaiden Black
- Novadrome
- Naruto Shippuden: Ultimate Ninja Storm 3
- Naruto  Shippuden Ultimate Ninja Storm 3:Full Burst

## O
- Omega five
- Orcs Must Die!
- Outpost Kaloki X

## P
- Pac-Man
- Pac-Man World Championship
- Panzer General: Allied Assault
- Paperboy
- Peggle
- Penny Arcade Adventures: On the Rain-Slick Precipice of Darkness
- Perfect Dark
- Phantasy Star II
- Pinball FX
- Pipe Mania
- Pirates vs. Ninjas Dodgeball
- Plants vs. Zombies
- Poker Smash
- Pocketbike Racer
- PopCap Arcade Volume
- Portal: Still Alive
- PowerUp Forever
- Prince of Persia Classic
- Puzzle Bobble
- Puzzle Quest 2
- Puzzle Quest: Challenge of the Warlords
- Puzzle Quest: Galactrix
- Puzzlegeddon

## Q
- Qix++
- Quake III Arena
- Quarrel
- Qubed

## R
- R-Type
- R-Type II (compilations)
- R.B.I. Baseball
- Radiant Silvergun
- Rainbow Islands: Towering Adventure!
- Raskulls
- Rayman Origins
- RayStorm
- Resident Evil: Code Veronica X HD
- Resident Evil 4 HD
- Rez
- Rez HD
- Risk: Factions
- Robotblitz
- Robotron: 2084
- Rock of Ages (jeu vidéo)
- Rocket Knight
- Rocket Riot
- RocketBowl
- Rocketmen : Axis of Evil
- Rocketmen: It Came From Uranus
- Rocky et Bullwinkle (jeu vidéo)
- Roogoo
- Root Beer Tapper
- Rush'n Attack
- Rush'n Attack: Ex-Patriot

## S
- Sam and Max : Au-delà du temps et de l'espace
- Sam and Max : Sauvez le monde
- Samurai Shodown
- Samurai Shodown II
- Schizoid
- Scott Pilgrim vs. the World: The Game
- Scramble
- Scrap Metal
- Screwjumper!
- Sea Life Safari
- The Secret of Monkey Island
- Sega Vintage Collection : Streets of Rage
- Sensible World of Soccer
- Serious Sam
- Shadow Assault: Tenchu
- Shadow complex
- Shank
- Shinobi (jeu vidéo, 1987)
- Shotest Shogi
- Shred Nebula
- Shrek n' Roll
- Skullgirls
- Small Arms
- Smash TV
- Sneak King
- Snoopy Flying Ace
- Soltrio Solitaire
- Sonic and Knuckles
- Sonic Adventure'
- Sonic and all stars racing
- Sonic CD
- Sonic the Hedgehog (jeu vidéo, 1991)
- Sonic the Hedgehog 2
- Sonic the Hedgehog 3
- Sonic the Hedgehog 4: Episode 1
- Sonic the Hedgehog 4: Episode 2
- Soulcalibur
- South Park Let's Go Tower Defense Play!
- Space Ark
- Space Giraffe
- Space Invaders Extreme
- Space Invaders Infinity Gene
- Speedball 2: Brutal Deluxe
- 'Splosion Man
- SpongeBob SquarePants: Underpants Slam voir Bob l'éponge
- Spyglass Board Games
- Star Trek DAC
- Street Fighter II Hyper Fighting
- Super Contra
- Super Meat Boy
- Super Puzzle Fighter II Turbo HD Remix
- Super Robot Taisen XO
- Super Street Fighter 2 Turbo HD Remix
- Switchball

## T
- Tapper
- Tecmo Bowl Throwback
- Teenage Mutant Ninja Turtles: 1989 Classic Arcade
- Teenage Mutant Ninja Turtles: Turtles in Time
- Tempest
- Tetris Splash
- Texas Hold'em
- Things on Wheels
- Ticket to Ride
- Time Pilot
- TiQal
- TotemBall
- Tower Bloxx
- Torchlight
- Toy Soldiers
- Track and Field
- Trials HD
- Trials Evolution
- Trigger Heart Exelica
- Tron
- Trouble Witches Neo!
- Tutankham

## U
- Ultimate Mortal Kombat 3
- Ultra Bust-a-Move voir Puzzle Bobble (série)
- Undertow
- Uno
- Uno Rush

## V
- Vandal Hearts: Flames of Judgment
- Vigilante 8
- Voodoo Dice

## W
- Wallace and Gromit's Grand Adventures
- War World
- Warlords
- The Warriors: Street Brawl
- Watchmen: The End is Nigh
- Wik: Fable of Souls
- Wing Commander Arena
- Wits and Wagers (jeu vidéo)
- Wolf of the Battlefield: Commando 3
- Wolfenstein 3D
- Worms HD
- Worms Armageddon
- WWE 12
- WWE '13

## X
- XNA Racer
- Xbox Live Arcade Unplugged
- Xevious
- X-Men

## Y
- Yaris
- Yie Ar Kung-Fu
- Yo-Ho Kablammo
- Yu-Gi-Oh! 5D's Decade Duels

## Z
- Zeno Clash
- Zombie Apocalypse (en)
- Zombie Wranglers
- Zombies
- Zuma